# Suus & Sas
Suus & Sas is een Nederlandse stripreeks die wordt geschreven en getekend door Gerard Leever.

## Inhoud
De reeks draait rond de belevenissen van de tweeling Suus & Sas.

## Publicatiegeschiedenis
In 2000 benaderde de krant De Gelderlander Gerard Leever voor een nieuwe strip. Leever maakte een opzet voor de strip De familie van Gelder, waarvan de samenstelling erg leek op zijn eigen gezin, inclusief een tweeling. De strip werd afgewezen en Leever werkte de strip om en stuurde een pagina ervan naar meisjesstripblad Tina. Na de tekenstijl te hebben aangepast startte de strip in juli 2001 als Suus & Sas. Het werd een van de gezichtsbepalende strips in het blad. Vanaf begin 2003 staat Suus & Sas op de achterkant van de Tina, vanaf 2006 elke week. Daarnaast verschijnen in het blad regelmatig korte (4-pagina) verhalen en ook heeft Sas haar eigen dagboekpagina Lief Sasboek.
Vanaf 2003 verschijnt de strip ook in stripalbums. Het album Zzzzeur Meyer uit 2008 werd bekroond met de Stripschappenning als beste jeugdalbum.

## Albums
1. Goed bekeken! (Sanoma, 2003)
2. Een hunk met (Sanoma, 2004)
3. Zwemparadijs (Sanoma, 2005)
4. Het regent hunks (Sanoma, 2006)
5. Zzzzeur Meyer (Sanoma, 2008)
6. Droomkamer (Sanoma, 2010)
7. Versierplezier (Sanoma, 2014)
8. Wie van de drie (Strip2000, 2015)
9. Gescoord! (Strip2000, 2016)
10. Girlie Girlie (Strip2000, 2016)
11. Net echt (Strip2000, 2017)
12. Zoo leuk (Strip2000, 2017)
13. Tob talent (Uitgeverij L, 2018)
14. Liefdesfriet (Uitgeverij L, 2018)
15. Boybubbel (Uitgeverij L, 2019)
16. Bad hairday (Uitgeverij L, 2019)
17. Wie is wie? (Uitgeverij L, 2020)
18. Selfietijd (Uitgeverij L, 2020)
19. Bella en Valentijn (Uitgeverij L, 2020)
20. Toekomstdromen (Uitgeverij L, 2021)
21. Lief, liever, liefst (Uitgeverij L, 2022)
22. Niet te tillen (Uitgeverij L, 2022)
23. Rapper Stoer (Uitgeverij L, 2023)
24. Tortelduifjes (Uitgeverij L, 2023)